# Window Rock

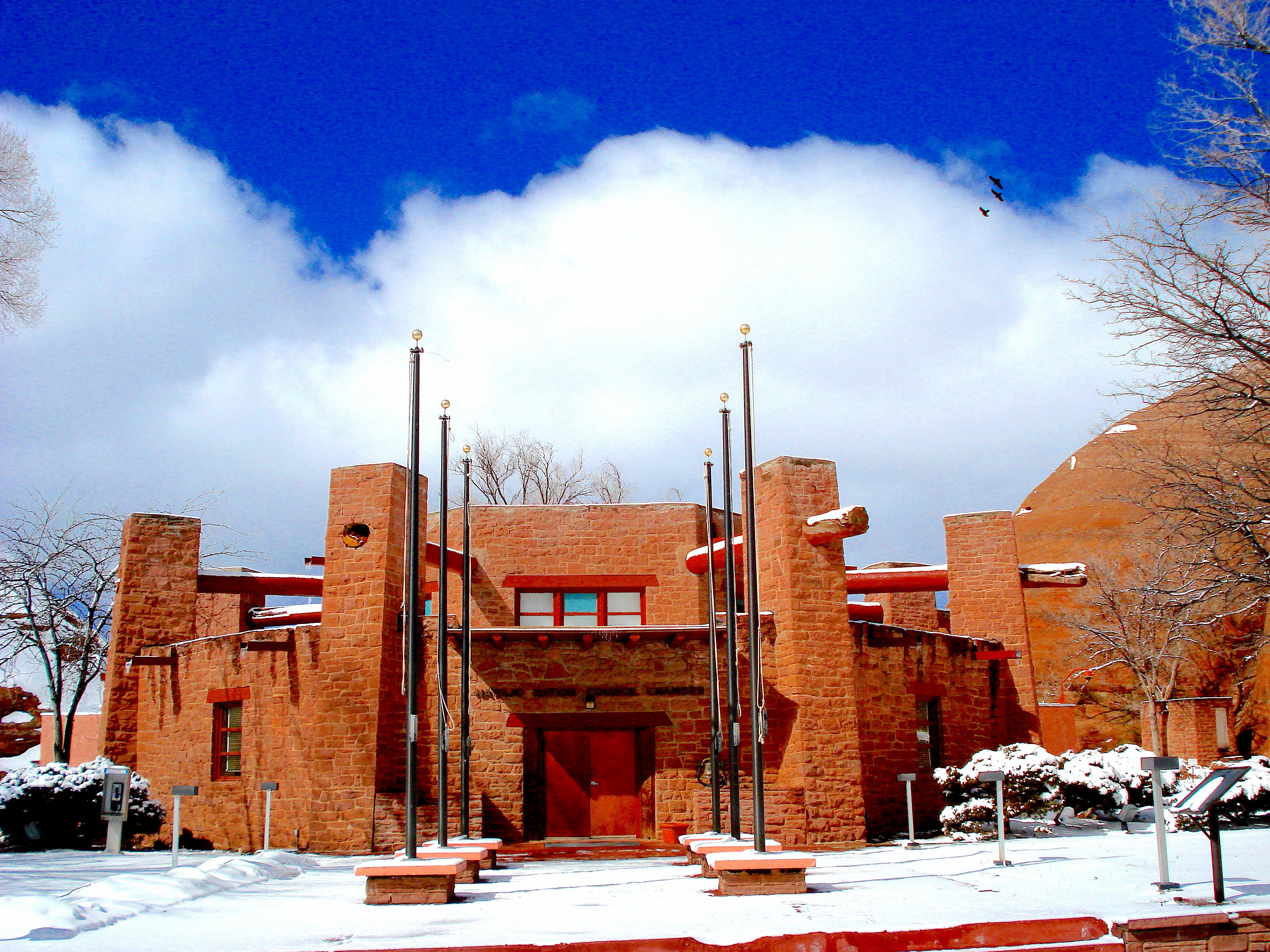
Navajo Nation Council Chambers

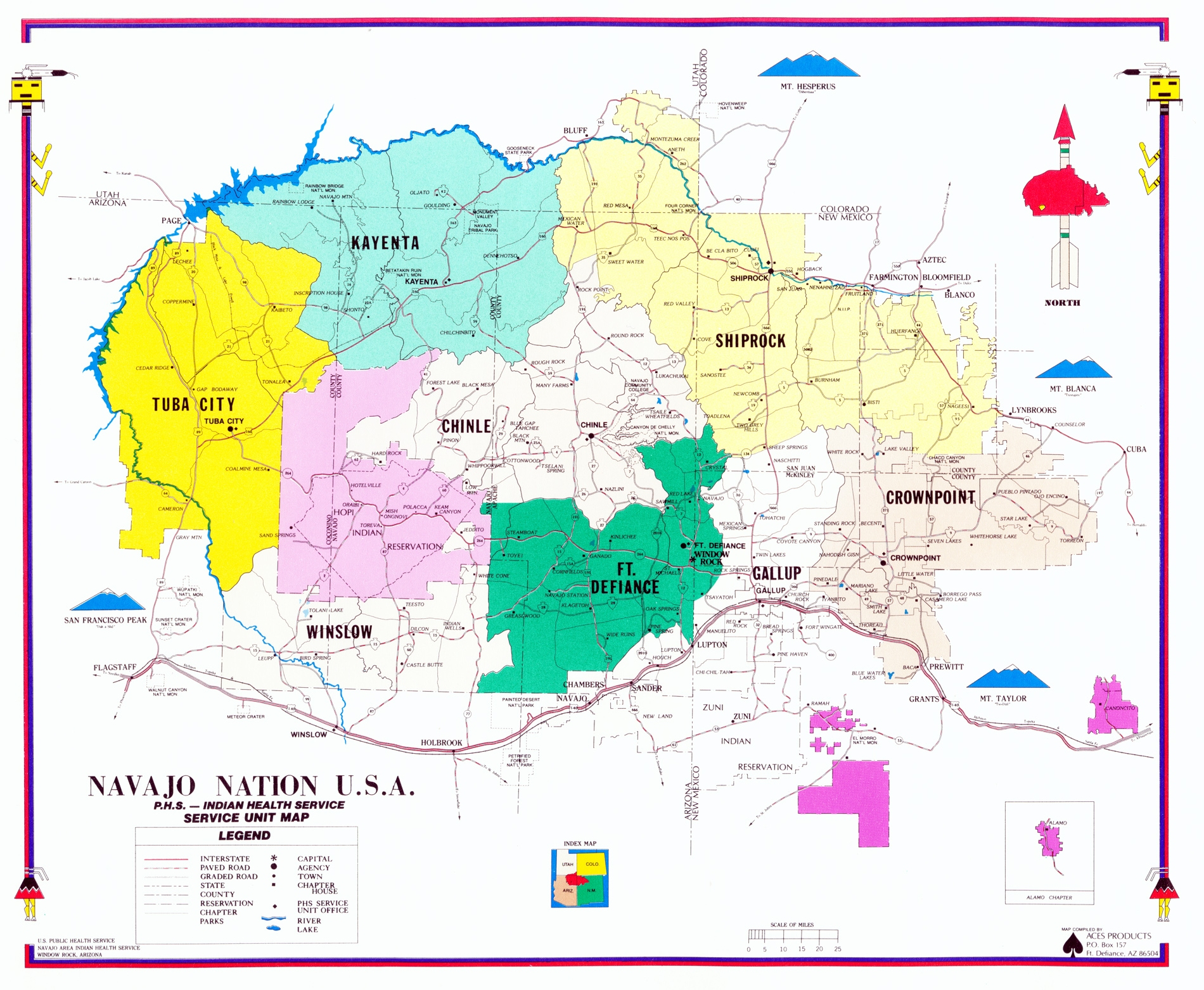
Lage in der Navajo Nation

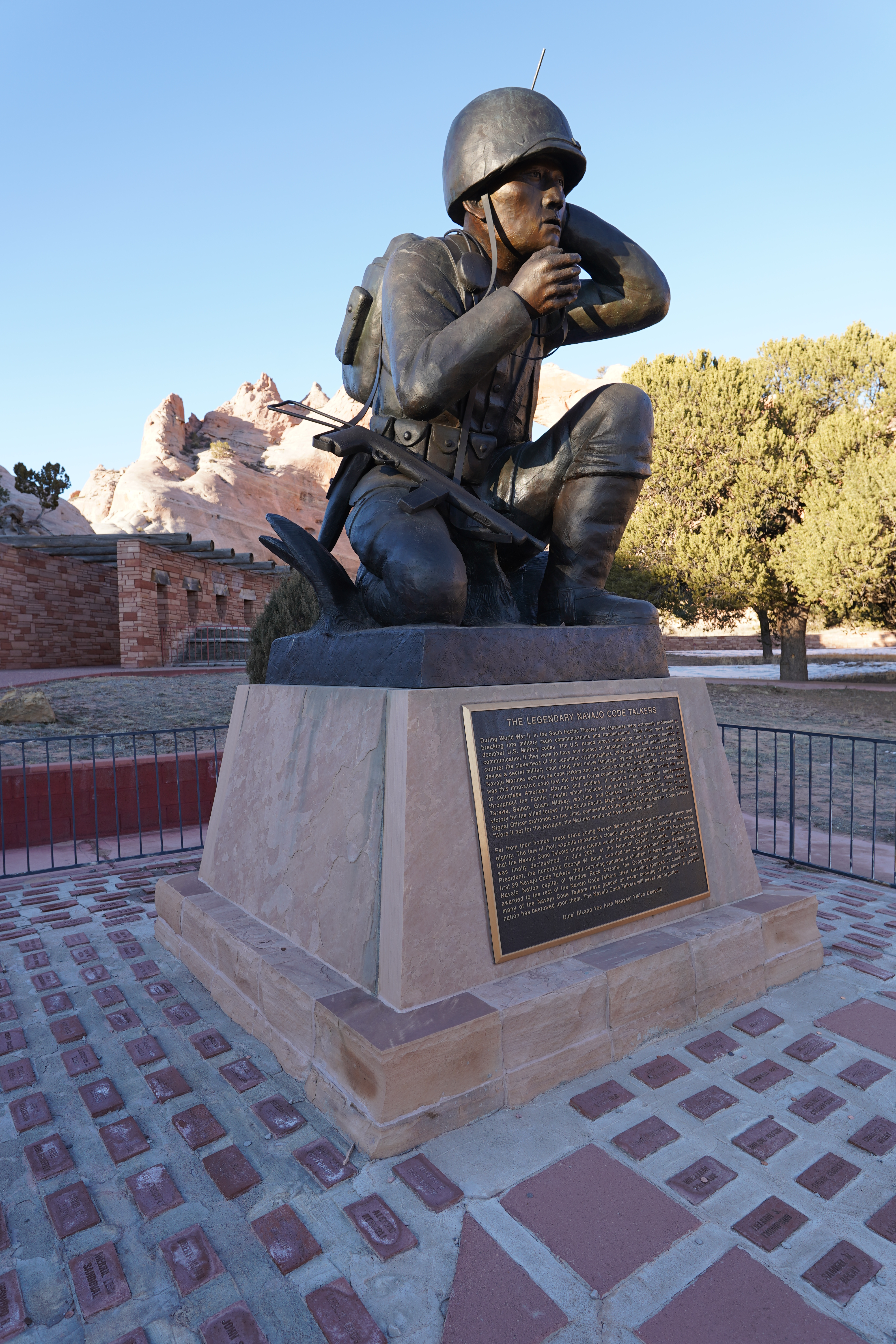
Navajo Code Talker Statue

Window Rock (Navajo: Tségháhoodzání) ist die Hauptstadt der Navajo Nation und ein census-designated place im Apache County im US-Bundesstaat Arizona. Das U.S. Census Bureau hat bei der Volkszählung 2020 eine Einwohnerzahl von 2500 ermittelt.
Window Rock hat eine Fläche von 34,7 km². Die Bevölkerungsdichte liegt bei 187 Einwohnern je km².

## Lage

### Geographische Lage
Window Rock liegt in einer Höhe von 2103 m. ü. M. auf dem Defiance Plateau (150 × 60 km). Das Defiance Plateau ist eine Hebung im Zentrum des weit größeren Colorado-Plateaus (640 × 480 km). Das Defiance Plateau ist zudem Teil des Navajo Volcanic Field (300 × 100 km). Die im Winter schneebedeckten Chuska Mountains liegen 40 km im Nordosten.

### Politische Lage
Nach der Gliederung der USA liegt Window Rock in Arizona, direkt an der Grenze zu New Mexico, im Verwaltungsbezirk Apache County und ist nur ein census-designated place, also nicht einmal eine Gemeinde.
Nach der Gliederung der Navajo Nation liegt Window Rock in der Fort Defiance Agency, im Chapter St. Michaels. Der Name des Chapters in Navajo ist Tsʼíhootso oder Ch’íhootso, was soviel wie grüne Wiese bedeutet.

### Benachbarte Orte
Im Westen grenzt St. Michaels direkt an, im Osten grenzt Tse Bonito direkt an, die Grenze zwischen Arizona und New Mexico ist gleichzeitig die Grenze zwischen Window Rock und Tse Bonito. Vier Kilometer nördlich liegt Fort Defiance. Etwa 30 km südöstlich liegt die nächste größere Stadt außerhalb der Navajo Nation Reservation, Gallup mit knapp 22000 Einwohnern.
|              | Crystal Navajo Fort Defiance                                                 |                                       |
| St. Michaels |                                                                              | Tse Bonito                            |
|              | Window Rock Airport Hunters Point Oak Springs Interstate 40 und BSNF Railway | Gallup Interstate 40 und BSNF Railway |

## Verkehr
Window Rock liegt an der Arizona State Route 264, die an der Bundesstaatsgrenze in die  New Mexico State Route 264 übergeht. Die Interstate 40, eine der zentralen Ost-West Hauptstrecken der USA, verläuft etwa 30 km südlich und südöstlich bei Gallup. Die Navajo Route 12 führt südwärts zur Interstate 40 und zu einer Bahnlinie der BSNF Railway. Nach Norden führt die Navajo Route 12 nach Fort Defiance, Navajo und Crystal. Südlich von Window Rock liegt der Window Rock Airport.

## Politische Bedeutung
Window Rock ist das politische und wirtschaftliche Zentrum der Navajo-Nation, dem selbstverwalteten Territorium der Navajo, die sich selbst Diné nennen. Window Rock ist der Standort des Regierungscampus der Navajo Nation, auf dem sich das Navajo Nation Council Chamber (Parlament), der Oberste Gerichtshof der Navajo Nation, die Büros des Präsidenten und Vizepräsidenten der Navajo Nation sowie zahlreiche Regierungsgebäude der Navajo Nation befinden.

## Wirtschaft
Mit Stand 2023 waren 199 Personen im Gesundheits- und Sozialwesen beschäftigt, 193 Personen in der öffentlichen Verwaltung und 121 Personen im Bildungswesen. 65 Personen waren im Bau- und Bergbausektor beschäftigt, 126 Personen im Dienstleistungssektor. Die Arbeitslosigkeit betrug 11 %. Im November 2024 betrug die Arbeitslosigkeit nur noch 8,1 %. In ganz Arizona betrug die Arbeitslosigkeit zu diesem Zeitpunkt 3,9 %.
Window Rock ist geprägt von zahlreichen Kleinunternehmen und vom Handel mit landwirtschaftlichen Produkten.

## Tourismus
Die Stadt ist benannt nach einem schönen runden Naturbogen. Unterhalb davon befindet sich der Window Rock Tribal Park und das Veteran’s Memorial (Navajo Code Talker Statue), der Eintritt ist gratis.
Kostenlos kann man auch den Zoo und den angeschlossenen Botanischen Garten sowie das Navajo Nation Museum besuchen.
An der größten Kreuzung im Ort befindet sich mit dem Ch’ihootso Market Place ein Markt mit Ständen einheimischer Händler, die Kunsthandwerk der Navajo und benachbarter Stämme anbieten.
Im September findet jährlich die Navajo Nation Fair statt.